# ميكايل ديلاج
ميكايل ديلاج (بالفرنسية: Mickaël Delage)‏ ولد بتاريخ 6 أغسطس 1985 في فرنسا، وهو دراج فرنسي في صنف سباق الدراجات على الطريق وعلى المضمار.

## روابط خارجية
- ميكايل ديلاج على موقع الاتحاد الدولي للدراجات (الإنجليزية)
- ميكايل ديلاج على موقع أرشيف الدراجات (الإنجليزية)
- ميكايل ديلاج على موقع إحصائيات الدراجات الإحترافية (الإنجليزية)
- ميكايل ديلاج على موقع نسبة الدراجات (الإنجليزية)
- ميكايل ديلاج على موقع CycleBase (الإنجليزية)